# 互動式廣告
互動式廣告（Interactive Advertising）乃於線上或者離線情況下，利用互動式媒體來推銷以及/或者影響消費者購買決策。互動式廣告可利用媒體如網際網路、互動式電視、手機裝置(WAP、SMS以及APP)、以及攤位平台式終端達成目的。
互動式廣告讓行銷商有能力負得起以直接以及個人的方式吸引消費者，並讓彼此間複雜並有維度的對話變為可能。這將影響潛在顧客的購買決策，特別是在電子商務的環境。
或許互動式廣告最有效的實踐是所謂病毒营销。這種技術利用圖形、文字、超連結、Flash動畫、聲音等，從使用者到使用者以連鎖信模式透過電子郵件傳佈。小雞侍者(Subservient Chicken)──漢堡王為推銷該公司新的雞肉三明治以及「隨你怎麼吃」(Have it your way)活動──是為互動式廣告中最為人知的翹楚。
互動式廣告也以其他種面目呈現世人面前，如廠牌的線上目錄。這些目錄目前擔任傳統廣告互補的角色，幫助訪客回憶及比較主要在電視上看到的廠牌。客戶反應通常是透過線上塡單或者一鍵電話直撥來調停。於印度市場目前經銷許多成功廠牌的indibiz.tv是此中個很好的範例。
而在其他數位行銷中，利用聊天機器人和使用者互動，現今也被許多品牌採用。如知名時尚雜誌Vogue，使用LINE及Facebook Messenger，線上觸及臉書粉絲專頁粉絲，線下活動蒐集粉絲名單，透過雙向互動，成功達到廣告行銷和宣傳目的。

## 仲介與設計師
隨著網際網路擴張互動式廣告業界也跟著成長。大部分──如果非全部的話──主要廣告商都致力於互動式廣告生意。這個市場從環球廣告仲介如 AtmosphereBBDO、AKQA、Ogilvy Interactive、Tribal DDB等等，到許多比較小的特殊化的所謂「精品店」服務。